# Nuttalliella namaqua
Die Nuttalliellia namaqua ist eine Art aus der Ordnung der Zecken. Sie ist die einzige Art der Familie Nuttalliellidae. Diese Familie wird als eine Übergangsform zwischen den Lederzecken und den Schildzecken angesehen. Nuttalliellia namaqua  gilt als Reliktform, die ursprüngliche Merkmale behalten hat.
Ihre Stellung basal zu den beiden größeren Zeckenfamilien wurde durch molekulare Studien bestätigt. Diese Art besitzt einen teilweise sklerotisiertes Rückenschild, der als Pseudo-Skutum bezeichnet wird. Das übrige Integument ist lederartig und ähnelt eher dem der Lederzecken. 
Wie alle Zeckenarten saugt Nuttalliella namaqua Blut. Als Wirtsarten wurden bisher identifiziert: Klippschliefer, Erdmännchen, eine Karru-Ratten-Art (Parotomys brantsi) und die Kleine Streifenschwalbe (Hirundo abyssinica). Jüngst erstmals durchgeführte Experimente deuten auf Eidechsenarten als Vorzugswirte hin. Die Art besitzt weder medizinische noch tiermedizinische Bedeutung.
Ihr Verbreitungsgebiet ist hauptsächlich
Süd- und Südwestafrika, im Besonderen die Republik Südafrika und Namibia, wo die Art bisher an sechs Lokalitäten in nicht mehr als ca. 30 Exemplaren gefunden worden ist. 1976 wurde sie auch in Tansania entdeckt. Alle Fundorte liegen in Trockengebieten.